# Sh2-4
Sh2-4 (également connue sous le nom de RCW 121) est une nébuleuse en émission visible dans la constellation du Scorpion.
Elle est située dans la partie sud de la constellation, le long de la ligne joignant les étoiles brillantes Shaula et Sargas. Elle apparaît immergée dans un champ d'étoiles très riche en direction du renflement de la voie lactée. Sa déclinaison est modérément méridionale, cela signifie qu'elle peut être facilement observée, surtout depuis l'hémisphère sud. La période pendant laquelle son observation est optimale dans le ciel du soir se situe entre les mois de mai et d'octobre.
C'est une petite région H II. Sa distance est estimée à environ 2 500 pc (∼8 150 al) et se situe sur le bras du Sagittaire, le premier bras spiral galactique plus intérieur que le nôtre. À l'intérieur se produiraient des phénomènes actifs de formation d'étoiles, comme en témoigne la présence de différentes sources de rayonnement infrarouge, parmi lesquelles IRAS 17149-3916, la source d'ondes radio CTB 38 et deux masers, un au méthanol, et l'autre à l'hydroxyde. Selon une étude de 2001, il existe un lien physique entre Sh2-4, certains nuages environnants et l'amas ouvert Havlen-Moffat 1, un objet riche et compact contenant des étoiles Wolf-Rayet et quelques géantes de classe spectrale Of, avec un âge estimé d'environ 2 à 4 millions d'années. Cependant, selon une étude de 2008, ce nuage et le RCW 122 adjacent feraient partie d'un vaste complexe nébuleux moléculaire contenant jusqu'à 1,2 million de masses solaires situé beaucoup plus loin, à environ 5 000 pc (∼16 300 al).